# Союзные территории Индии
Союзные территории — один из видов административно-территориальных единиц в Индии. В отличие от штатов эти единицы не имеют собственного правительства и управляются непосредственно федеральным правительством.
На март 2020 года в стране официально существовало 8 союзных территорий:
- Андаманские и Никобарские острова
- Чандигарх
- Дадра и Нагар-Хавели и Даман и Диу
- Джамму и Кашмир
- Ладакх
- Лакшадвип
- Дели (Национальный столичный округ)
- Пондичерри

При этом Дели получил статус Национального столичного округа в 1991 году, а в настоящее время добивается статуса штата. В 2019 году вступило в силу решение об отмене статуса штата для спорного с Пакистаном региона Джамму и Кашмир. Теперь эти земли были разделены на две союзных территории (Джамму и Кашмир, а также Ладакх), что означает их передачу под прямое подчинение центральному правительству и утрату особого статуса.